# Mydleńcowate

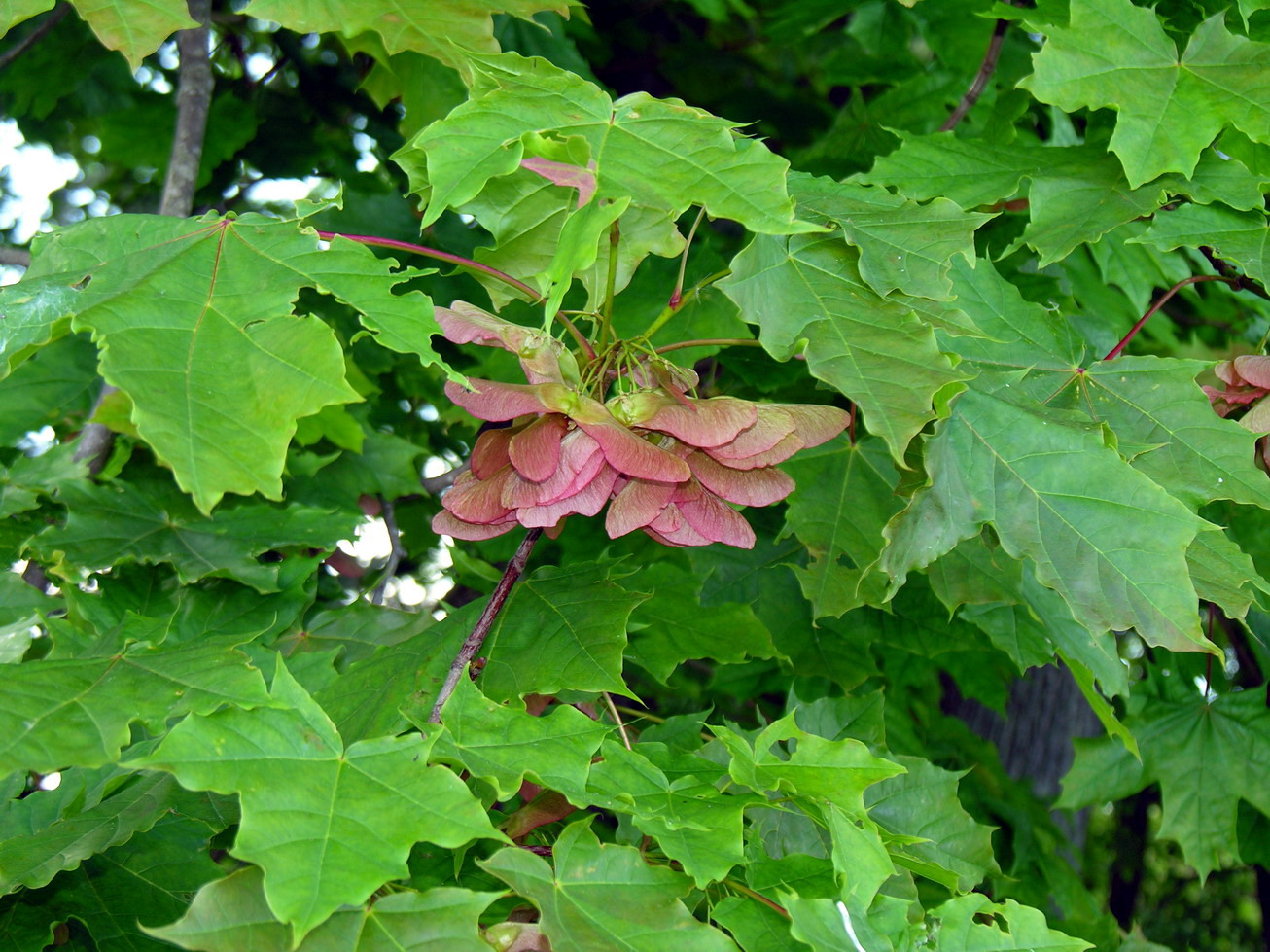
Klon zwyczajny

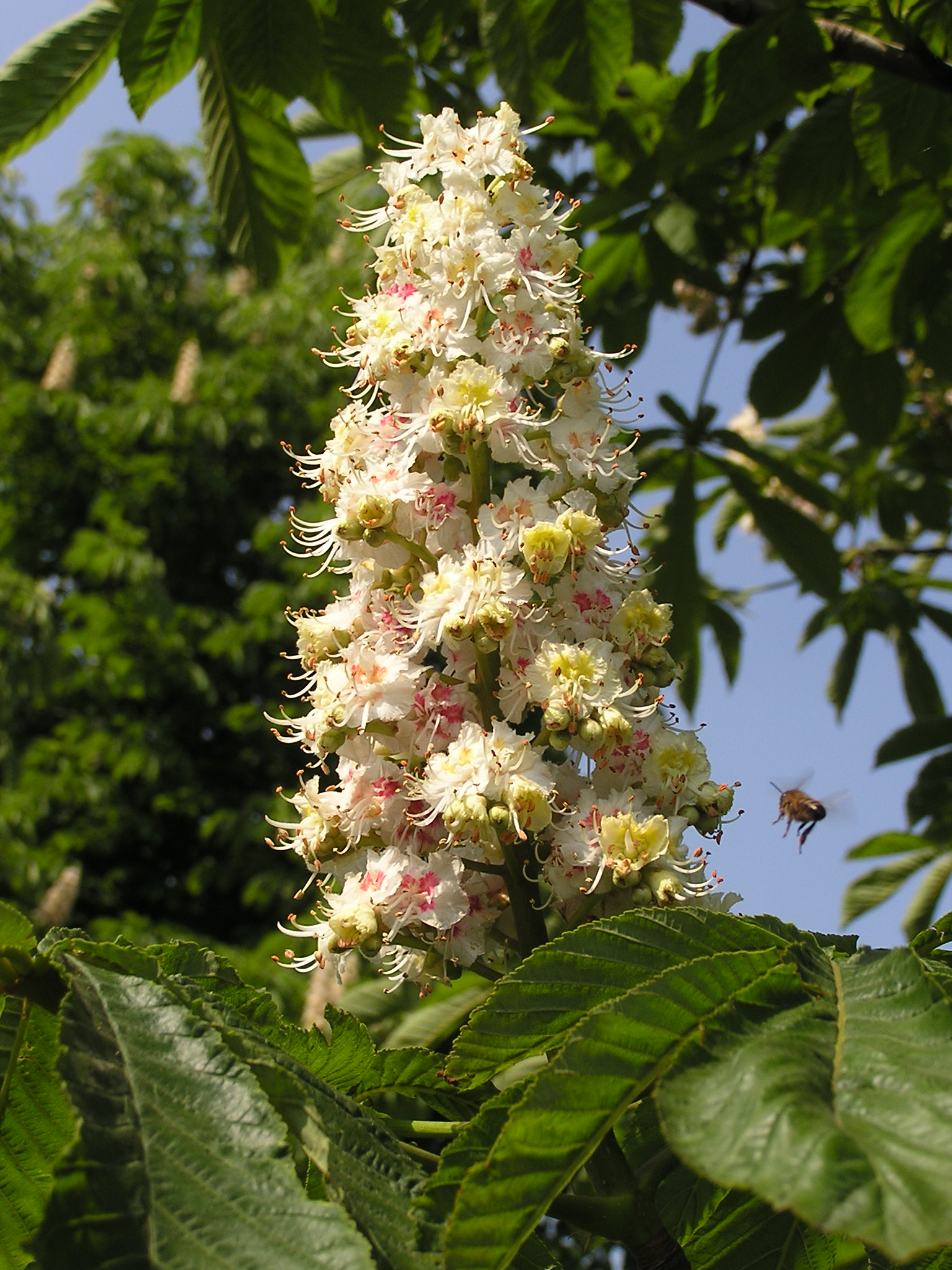
Kwiatostan kasztanowca zwyczajnego

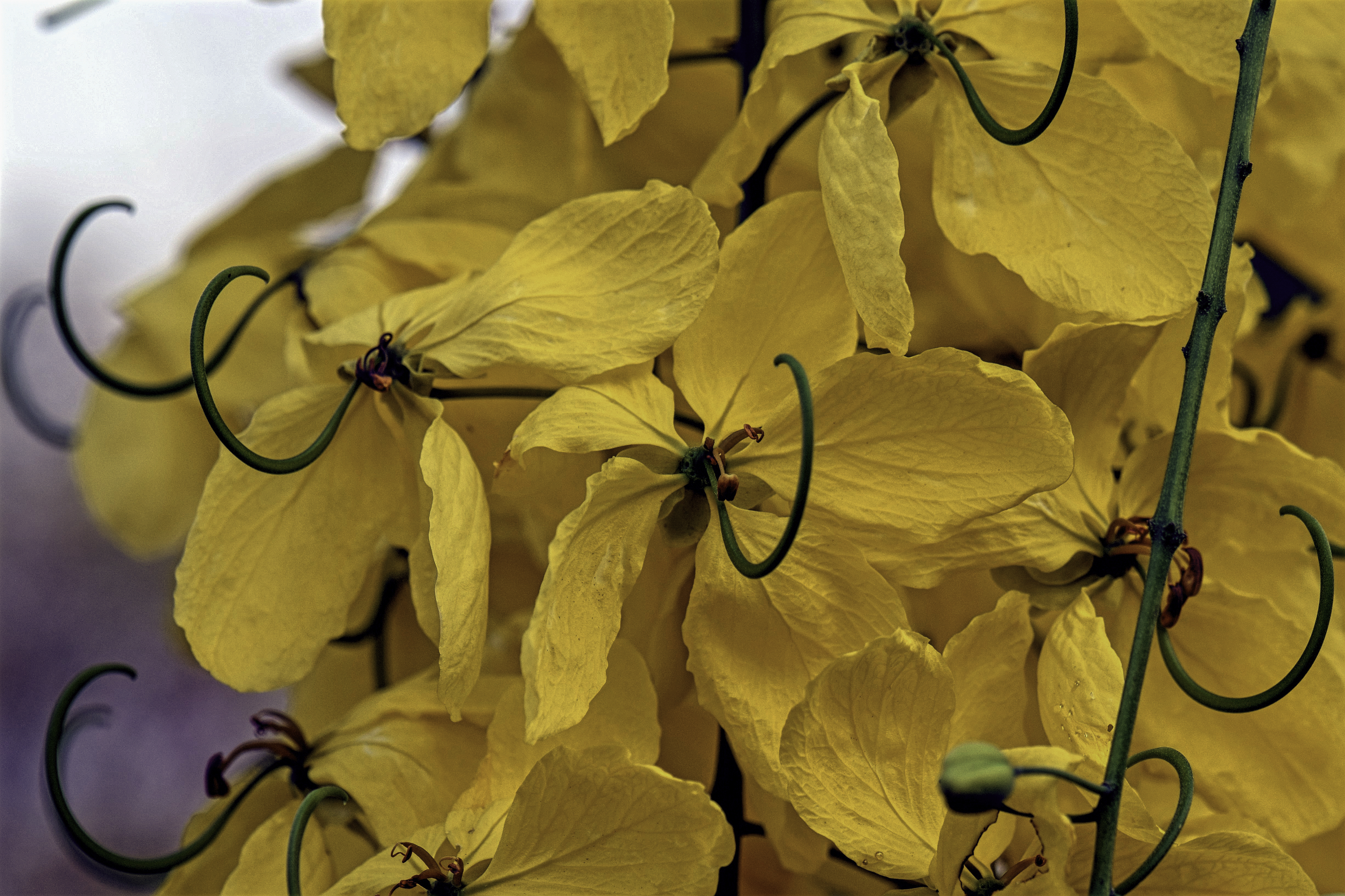
Kwiaty Koelreuteria paniculata

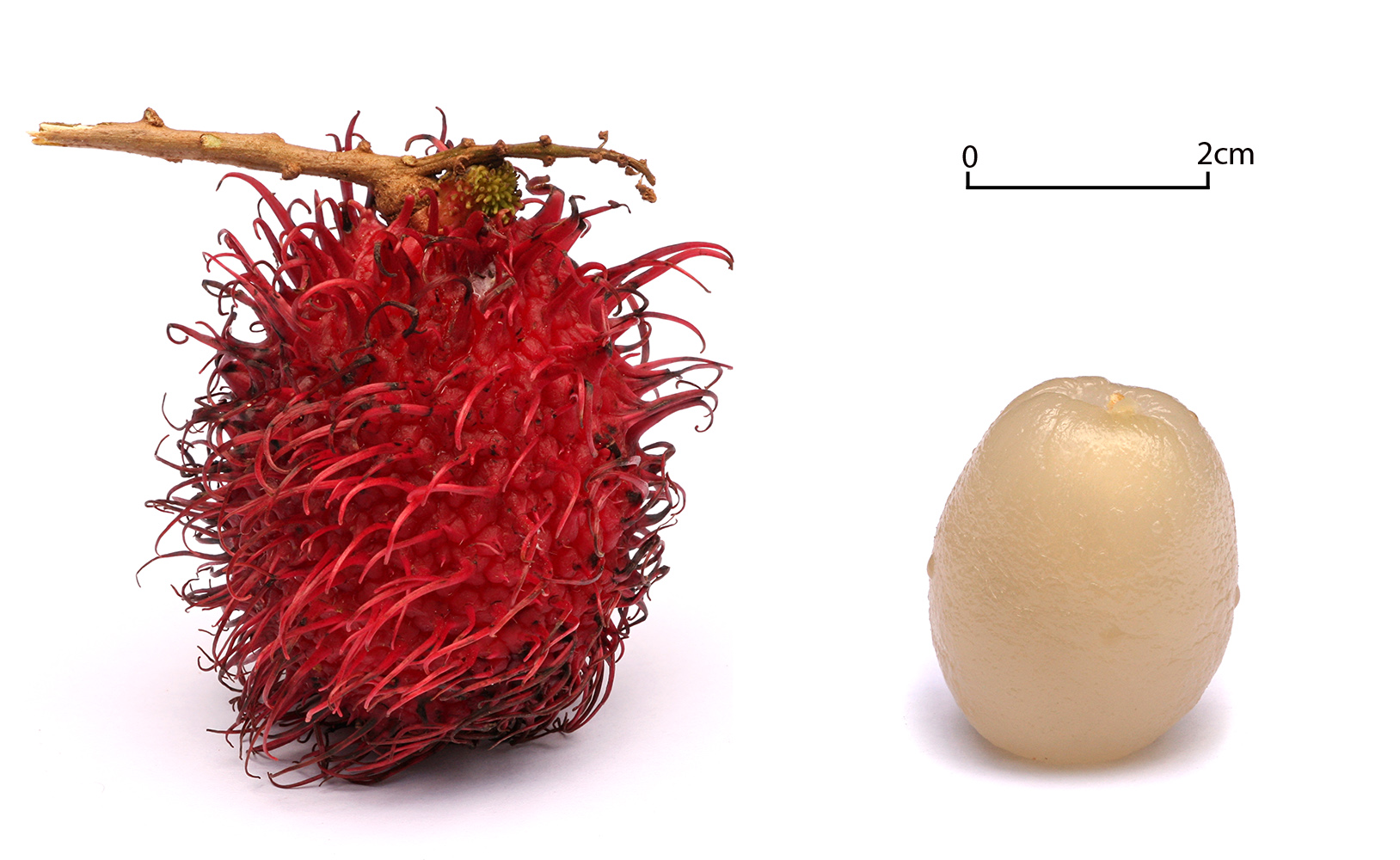
Owoc Nephelium lappaceum

Mydleńcowate (Sapindaceae Juss.) – rodzina roślin należąca do rzędu mydleńcowców (Sapindales). Należą tu 144 rodzaje liczące ok. 1900 gatunków, występujących na całym świecie, z wyjątkiem obszarów okołobiegunowych. Wyłączane do niedawna w odrębne rodziny rodzaje związane głównie z terenami pod wpływem klimatu umiarkowanego – klon Acer i dwuskrzydlak Dipteronia (rodzina klonowate Acearaceae) oraz kasztanowiec Aesculus, Billia, Handeliodendron (rodzina kasztanowcowate Hippocastanaceae) – są współcześnie (od czasu APG I) włączane w obręb mydleńcowców, czego trafność potwierdzają kolejne badania nad filogenezą całej grupy.
Szereg przedstawicieli rodziny ma duże znaczenie użytkowe jako drzewa owocowe. Największe znaczenie komercyjne ma jagodzian rambutan Nephelium lappaceum i liczi chińskie Litchi chinensis. Poza tym jadalnych owoców dostarczają Dimocarpus longan, Melicoccus bijugatus, Nephelium ramboutan-ake, Pappea capensis, Talisia esculenta, Talisia oliviformis i Zanha suaveolens. Z różnych gatunków klonów pozyskuje się syrop klonowy. Nasiona paulinii guarana Paullinia cupana i innych gatunków z tego rodzaju są bogate w kofeinę i używane są do wytwarzania pobudzającego napoju. Bogate w saponiny nasiona i owoce mydleńca Sapindus wykorzystywane były jako mydła. Wiele gatunków drzewiastych wykorzystywanych jest jako źródło drewna na opał i konstrukcyjnego. Liczne gatunki uprawiane są także jako rośliny ozdobne (np. z rodzajów: kasztanowiec Aesculus, klon Acer, dwuskrzydlak Dipteronia, Dodonaea, Filicium, roztrzeplin Koelreuteria).

## Morfologia
PokrójRośliny bardzo zróżnicowane od drzew i krzewów, poprzez drewniejące i zielne pnącza po byliny.
LiścieSkrętoległe lub naprzeciwległe. Blaszka pojedyncza lub w różny sposób złożona – trójlistkowa, dłoniasto- lub pierzastozłożona. W przypadku liści złożonych listki bliższe nasady zwykle mniej lub bardziej zredukowane, czasem obejmujące łodygę, wyglądające jak przylistki, których poza tym brak z wyjątkiem gatunków pnących. Blaszka liści i listków całobrzega, karbowana, piłkowana lub ząbkowana. Użyłkowanie liści pojedynczych pierzaste lub dłoniaste.
KwiatyZebrane są w wyrastające w kątach liści lub szczytowo różne kwiatostany: wiechy, grona, kłosy, pęczki, czasem pojedyncze. Kwiaty są obupłciowe lub funkcjonalnie jednopłciowe. Kwiaty są promieniste i pięciokrotne lub w różnym stopniu grzbieciste i wówczas czterokrotne. Działki kielicha występują w liczbie czterech lub pięciu i są wolne lub u nasady częściowo zrośnięte. Płatki korony są cztery do pięciu (rzadko zredukowane) i są wolne lub u nasady zrośnięte, najczęściej białe lub żółte. Często na płatkach wyrastają różnokształtne przydatki osłaniające kubeczkowate lub dyskowate miodniki otaczające okółek pręcików. Pręcików jest zwykle 5 do 8, rzadziej inna liczba od 3 do 30. Ich nitki u niektórych przedstawicieli zrastają się u dołu. Pylniki otwierają się podłużnym pęknięciem. Zalążnia jest górna i tworzona jest najczęściej przez trzy (czasem mniej lub więcej – do 8) zrośniętych owocolistków. Szyjka słupka rozgałęzia się dwa lub trzy razy lub znamię znajdujące się na jej szczycie jest podzielone na łatki.
OwoceNajczęściej torebki, rzadziej niełupki, jagody i pestkowce. Nasiona nierzadko z osnówką.

## Systematyka
Mydleńcowate są spokrewnione z rutowatymi Rutaceae i obie te rodziny są razem lub osobno zestawiane w rzędach mydleńcowców Sapindales lub rutowców Rutales w zależności od tego czy są grupowane razem czy zestawiane w osobne rzędy. Najstarszą linię rozwojową w obrębie rodziny reprezentuje obecnie monotypowy rodzaj z jednym gatunkiem – kasztankiem jarzębolistnym Xanthoceras sorbifolium. Wyłączane osobno kolejne linie rozwojowe w odrębne rodziny (klonowatych i kasztanowcowatych) zmieniają mydleńcowate w takson parafiletyczny. Rodzina dzielona jest na 4 do 6 podrodzin w zależności od ujęcia systematycznego.
Pozycja systematyczna według Angiosperm Phylogeny Website (aktualizowany system APG IV z 2016)
Rodzina z rzędu mydleńcowców Sapindales w obrębie kladu różowych roślin okrytonasiennych.
|  | Kirkiaceae                                                                              |
|  |                                                                                         |
|  | \| \| osoczynowate Burseraceae \| \| \| \| \| \| nanerczowate Anacardiaceae \| \| \| \| |
|  |                                                                                         |
|  | osoczynowate Burseraceae                                                                |
|  |                                                                                         |
|  | nanerczowate Anacardiaceae                                                              |
|  |                                                                                         |

|  | osoczynowate Burseraceae   |
|  |                            |
|  | nanerczowate Anacardiaceae |
|  |                            |

|  | mydleńcowate Sapindaceae |
|  | |
|  | \| \| biegunecznikowate Simaroubaceae \| \| \| \| \| \| meliowate Meliaceae \| \| \| \| \| \| rutowate Rutaceae \| \| \| \| |
|  | |
|  | biegunecznikowate Simaroubaceae                                                                                             |
|  | |
|  | meliowate Meliaceae |
|  | |
|  | rutowate Rutaceae |
|  | |

|  | biegunecznikowate Simaroubaceae |
|  |                                 |
|  | meliowate Meliaceae             |
|  |                                 |
|  | rutowate Rutaceae               |
|  |                                 |

|  | Kirkiaceae                                                                              |
|  |                                                                                         |
|  | \| \| osoczynowate Burseraceae \| \| \| \| \| \| nanerczowate Anacardiaceae \| \| \| \| |
|  |                                                                                         |
|  | osoczynowate Burseraceae                                                                |
|  |                                                                                         |
|  | nanerczowate Anacardiaceae                                                              |
|  |                                                                                         |

|  | osoczynowate Burseraceae   |
|  |                            |
|  | nanerczowate Anacardiaceae |
|  |                            |

|  | mydleńcowate Sapindaceae |
|  | |
|  | \| \| biegunecznikowate Simaroubaceae \| \| \| \| \| \| meliowate Meliaceae \| \| \| \| \| \| rutowate Rutaceae \| \| \| \| |
|  | |
|  | biegunecznikowate Simaroubaceae                                                                                             |
|  | |
|  | meliowate Meliaceae |
|  | |
|  | rutowate Rutaceae |
|  | |

|  | biegunecznikowate Simaroubaceae |
|  |                                 |
|  | meliowate Meliaceae             |
|  |                                 |
|  | rutowate Rutaceae               |
|  |                                 |

|  | Kirkiaceae                                                                              |
|  |                                                                                         |
|  | \| \| osoczynowate Burseraceae \| \| \| \| \| \| nanerczowate Anacardiaceae \| \| \| \| |
|  |                                                                                         |
|  | osoczynowate Burseraceae                                                                |
|  |                                                                                         |
|  | nanerczowate Anacardiaceae                                                              |
|  |                                                                                         |

|  | osoczynowate Burseraceae   |
|  |                            |
|  | nanerczowate Anacardiaceae |
|  |                            |

|  | mydleńcowate Sapindaceae |
|  | |
|  | \| \| biegunecznikowate Simaroubaceae \| \| \| \| \| \| meliowate Meliaceae \| \| \| \| \| \| rutowate Rutaceae \| \| \| \| |
|  | |
|  | biegunecznikowate Simaroubaceae                                                                                             |
|  | |
|  | meliowate Meliaceae |
|  | |
|  | rutowate Rutaceae |
|  | |

|  | biegunecznikowate Simaroubaceae |
|  |                                 |
|  | meliowate Meliaceae             |
|  |                                 |
|  | rutowate Rutaceae               |
|  |                                 |

|  | Kirkiaceae                                                                              |
|  |                                                                                         |
|  | \| \| osoczynowate Burseraceae \| \| \| \| \| \| nanerczowate Anacardiaceae \| \| \| \| |
|  |                                                                                         |
|  | osoczynowate Burseraceae                                                                |
|  |                                                                                         |
|  | nanerczowate Anacardiaceae                                                              |
|  |                                                                                         |

|  | osoczynowate Burseraceae   |
|  |                            |
|  | nanerczowate Anacardiaceae |
|  |                            |

|  | mydleńcowate Sapindaceae |
|  | |
|  | \| \| biegunecznikowate Simaroubaceae \| \| \| \| \| \| meliowate Meliaceae \| \| \| \| \| \| rutowate Rutaceae \| \| \| \| |
|  | |
|  | biegunecznikowate Simaroubaceae                                                                                             |
|  | |
|  | meliowate Meliaceae |
|  | |
|  | rutowate Rutaceae |
|  | |

|  | biegunecznikowate Simaroubaceae |
|  |                                 |
|  | meliowate Meliaceae             |
|  |                                 |
|  | rutowate Rutaceae               |
|  |                                 |

|  | Kirkiaceae                                                                              |
|  |                                                                                         |
|  | \| \| osoczynowate Burseraceae \| \| \| \| \| \| nanerczowate Anacardiaceae \| \| \| \| |
|  |                                                                                         |
|  | osoczynowate Burseraceae                                                                |
|  |                                                                                         |
|  | nanerczowate Anacardiaceae                                                              |
|  |                                                                                         |

|  | osoczynowate Burseraceae   |
|  |                            |
|  | nanerczowate Anacardiaceae |
|  |                            |

|  | mydleńcowate Sapindaceae |
|  | |
|  | \| \| biegunecznikowate Simaroubaceae \| \| \| \| \| \| meliowate Meliaceae \| \| \| \| \| \| rutowate Rutaceae \| \| \| \| |
|  | |
|  | biegunecznikowate Simaroubaceae                                                                                             |
|  | |
|  | meliowate Meliaceae |
|  | |
|  | rutowate Rutaceae |
|  | |

|  | biegunecznikowate Simaroubaceae |
|  |                                 |
|  | meliowate Meliaceae             |
|  |                                 |
|  | rutowate Rutaceae               |
|  |                                 |

|  | Kirkiaceae                                                                              |
|  |                                                                                         |
|  | \| \| osoczynowate Burseraceae \| \| \| \| \| \| nanerczowate Anacardiaceae \| \| \| \| |
|  |                                                                                         |
|  | osoczynowate Burseraceae                                                                |
|  |                                                                                         |
|  | nanerczowate Anacardiaceae                                                              |
|  |                                                                                         |

|  | osoczynowate Burseraceae   |
|  |                            |
|  | nanerczowate Anacardiaceae |
|  |                            |

|  | mydleńcowate Sapindaceae |
|  | |
|  | \| \| biegunecznikowate Simaroubaceae \| \| \| \| \| \| meliowate Meliaceae \| \| \| \| \| \| rutowate Rutaceae \| \| \| \| |
|  | |
|  | biegunecznikowate Simaroubaceae                                                                                             |
|  | |
|  | meliowate Meliaceae |
|  | |
|  | rutowate Rutaceae |
|  | |

|  | biegunecznikowate Simaroubaceae |
|  |                                 |
|  | meliowate Meliaceae             |
|  |                                 |
|  | rutowate Rutaceae               |
|  |                                 |

|  | Kirkiaceae                                                                              |
|  |                                                                                         |
|  | \| \| osoczynowate Burseraceae \| \| \| \| \| \| nanerczowate Anacardiaceae \| \| \| \| |
|  |                                                                                         |
|  | osoczynowate Burseraceae                                                                |
|  |                                                                                         |
|  | nanerczowate Anacardiaceae                                                              |
|  |                                                                                         |

|  | osoczynowate Burseraceae   |
|  |                            |
|  | nanerczowate Anacardiaceae |
|  |                            |

|  | mydleńcowate Sapindaceae |
|  | |
|  | \| \| biegunecznikowate Simaroubaceae \| \| \| \| \| \| meliowate Meliaceae \| \| \| \| \| \| rutowate Rutaceae \| \| \| \| |
|  | |
|  | biegunecznikowate Simaroubaceae                                                                                             |
|  | |
|  | meliowate Meliaceae |
|  | |
|  | rutowate Rutaceae |
|  | |

|  | biegunecznikowate Simaroubaceae |
|  |                                 |
|  | meliowate Meliaceae             |
|  |                                 |
|  | rutowate Rutaceae               |
|  |                                 |

|  | Kirkiaceae                                                                              |
|  |                                                                                         |
|  | \| \| osoczynowate Burseraceae \| \| \| \| \| \| nanerczowate Anacardiaceae \| \| \| \| |
|  |                                                                                         |
|  | osoczynowate Burseraceae                                                                |
|  |                                                                                         |
|  | nanerczowate Anacardiaceae                                                              |
|  |                                                                                         |

|  | osoczynowate Burseraceae   |
|  |                            |
|  | nanerczowate Anacardiaceae |
|  |                            |

|  | mydleńcowate Sapindaceae |
|  | |
|  | \| \| biegunecznikowate Simaroubaceae \| \| \| \| \| \| meliowate Meliaceae \| \| \| \| \| \| rutowate Rutaceae \| \| \| \| |
|  | |
|  | biegunecznikowate Simaroubaceae                                                                                             |
|  | |
|  | meliowate Meliaceae |
|  | |
|  | rutowate Rutaceae |
|  | |

|  | biegunecznikowate Simaroubaceae |
|  |                                 |
|  | meliowate Meliaceae             |
|  |                                 |
|  | rutowate Rutaceae               |
|  |                                 |

Podrodzina Xanthoceroideae Thorne & Reveal
- kasztanek Xanthoceras Bunge z jednym gatunkiem – kasztankiem jarzębolistnym X. sorbifolium

Podrodzina Hippocastanoideae Burnett
plemię Acereae (Durande) Dumort. (1827) (dawniej zwykle w randze rodziny klonowatych Acearaceae):
- Acer L. – klon
- Dipteronia Oliv. – dwuskrzydlak

plemię Hippocastaneae (DC.) Dumort. (1827) (dawniej zwykle w randze rodziny kasztanowcowatych Hippocastanaceae):
- Aesculus L. – kasztanowiec
- Billia Peyr.
- Handeliodendron Render

Podrodzina Dodonaeoideae Burnett
Obejmuje dwa plemiona liczące razem 22 rodzaje ze 140 gatunkami:
- Arfeuillea Radlkofer
- Averrhoidium Baillon
- Diplokeleba N. E. Brown
- Diplopeltis Endlicher
- Distichostemon F. Mueller
- Dodonaea Miller
- Doratoxylon Bentham & J. D. Hooker
- Euchorium Ekman & Radlkofer
- Euphorianthus Radlkofer
- Eurycorymbus Handel-Mazzetti
- Exothea Macfad.
- Filicium Bentham & J. D. Hooker
- Ganophyllum Blume
- Harpullia Roxburgh
- Hippobromus Ecklon & Zeyher
- Hypelate P. Browne
- Llagunoa Ruiz & Pavón
- Loxodiscus J. D. Hooker
- Magonia A. St.-Hilaire
- Majidea Oliver
- Zanha Hiern

Podrodzina Sapindoideae Burnett
111 rodzajów z 1340 gatunkami:
- Alatococccus Acevedo-Rodríguez
- Alectryon Gaertn.
- Allophylastrum Acevedo-Rodríguez
- Allophylus L.
- Allosanthus Radlk.
- Amesiodendron Hu
- Aporrhiza Radlk.
- Arfeuillea Pierre ex Radlk.
- Arytera Blume
- Atalaya Blume
- Athyana (Griseb.) Radlk.
- Balsas J. Jiméneez Ram & K. Vega
- Beguea Capuron
- Bizonula Pellegr.
- Blighia K. D. Koenig – bligia
- Blighiopsis Van der Veken
- Blomia Miranda
- Bridgesia Bertero ex Cambess.
- Camptolepis Radlk.
- Cardiospermum L.
- Castanospora F. Muell.
- Chonopetalum Radlk.
- Chouxia Capuron
- Chytranthus Hook. f.
- Conchopetalum Radlk.
- Cubilia Blume
- Cupania L. – rosięga
- Cupaniopsis Radlk.
- Deinbollia Schumach.
- Delavaya Franch.
- Diatenopteryx Radlk.
- Dictyoneura Blume
- Dilodendron Radlk.
- Dimocarpus Lour.
- Diploglottis Hook. f.
- Elattostachys (Blume) Radlk.
- Eriocoelum Hook. f.
- Erythrophysa E. Mey. ex Arn.
- Gereaua (Capuron) Buerki & Callmander
- Glenniea Hook. f.
- Gloeocarpus Radlk.
- Gongrodiscus Radlk.
- Gongrospermum Radlk.
- Guindilia Gillies ex Hook. & Arn.
- Guioa Cav.
- Haplocoelum Radlk.
- Hornea Baker
- Houssayanthus Hunz.
- Hypseloderma Radlk.
- Jagera Blume
- Koelreuteria Laxm. – roztrzeplin
- Laccodiscus Radlk.
- Lecaniodiscus Planch. ex Benth.
- Lepiderema Radlk.
- Lepidopetalum Blume
- Lepisanthes Blume
- Litchi Sonn. – liczi
- Lophostigma Radlk.
- Lychnodiscus Radlk.
- Macphersonia Blume
- Matayba Aubl.
- Melicoccus P. Browne
- Mischocarpus Blume
- Molinaea Comm. ex Juss.
- Neotina Capuron
- Nephelium L. – jagodzian
- Otonephelium Radlk.
- Pancovia Willd.
- Pappea Eckl. & Zeyh.
- Paranephelium Miq.
- Paullinia L. – paulinia
- Pavieasia Pierrev
- Pentascyphus Radlk.
- Phyllotrichum Thorel ex Lecomte
- Placodiscus Radlk.
- Plagioscyphus Radlk.
- Podonephelium Baill.
- Pometia J. R. Forst. & G. Forst.
- Porocystis Radlk.
- Pseudima Radlk.
- Pseudopancovia Pellegr.
- Pseudopteris Baill.
- Radlkofera Gilg
- Rhysotoechia Radlk.
- Sapindus L. – mydleniec
- Sarcopteryx Radlk.
- Sarcotoechia Radlk.
- Schleichera Willd.
- Scyphonychium Radlk.
- Serjania Mill.
- Sinoradlkofera F. G. Meyer
- Sisyrolepis Radlk.
- Smelophyllum Radlk.
- Stadmania Lam.
- Stocksia Benth.
- Storthocalyx Radlk.
- Synima Radlk.
- Talisia Aubl.
- Thinouia Triana & Planch.
- Thouinia Poit.
- Thouinidium Radlk.
- Tina Schult.
- Tinopsis Radlk.
- Toechima Radlk.
- Toulicia Aubl.
- Trigonachras Radlk.
- Tripterodendron Radlk.
- Tristira Radlk.
- Tristiropsis Radlk.
- Tsingya Capuron
- Ungnadia Endl.
- Urvillea Kunth
- Vouarana Aubl.
- Xerospermum Blume
- Zollingeria Kurz

Pozycja w systemie Reveala (1993–1999)
Gromada okrytonasienne (Magnoliophyta Cronquist), podgromada Magnoliophytina Frohne & U. Jensen ex Reveal, klasa Rosopsida Batsch, podklasa różowe (Rosidae Takht.), nadrząd Rutanae Takht., rząd mydleńcowce (Sapindales Dumort.), podrząd Sapindineae Bessey in C.K. Adams, rodzina mydleńcowate (Sapindaceae Juss.).
Rodzina klonowate Acearaceae oraz kasztanowcowate Hippocastanaceae wyłączone odrębnie.